# Homoncocnemis vorax
Homoncocnemis vorax là một loài bướm đêm trong họ Noctuidae.